# Мовзен (Верхняя Гаронна)
Мовзе́н (фр. Mauvezin, окс. Mauvesin) — коммуна во Франции, находится в регионе Юг — Пиренеи. Департамент — Верхняя Гаронна. Входит в состав кантона Л’Иль-ан-Додон. Округ коммуны — Сен-Годенс.
Код INSEE коммуны — 31333.

## География
Коммуна расположена приблизительно в 620 км к югу от Парижа, в 50 км к юго-западу от Тулузы.

## Климат
Климат умеренно-океанический. Зима мягкая и снежная, весна характеризуется сильными дождями и грозами, лето сухое и жаркое, осень солнечная. Преобладают сильные юго-восточные и северо-западные ветры.

## Население
Население коммуны на 2010 год составляло 83 человека.
| 1962 | 1968 | 1975 | 1982 | 1990 | 1999 | 2010 |
| ---- | ---- | ---- | ---- | ---- | ---- | ---- |
| 101  | 99   | 84   | 79   | 57   | 48   | 83   |

## Администрация
| Период | Период | Фамилия      | Партия | Примечания |
| ------ | ------ | ------------ | ------ | ---------- |
| 2001   | 2014   | Клод Корраз  |        |            |
| 2014   | 2020   | Тьерри Плант |        |            |

## Экономика
В 2010 году среди 52 человек трудоспособного возраста (15—64 лет) 42 были экономически активными, 10 — неактивными (показатель активности — 80,8 %, в 1999 году было 77,4 %). Из 42 активных жителей работали 34 человека (21 мужчина и 13 женщин), безработных было 8 (4 мужчины и 4 женщины). Среди 10 неактивных 2 человека были учениками или студентами, 4 — пенсионерами, 4 были неактивными по другим причинам.